# 尼古拉·连纳维奇

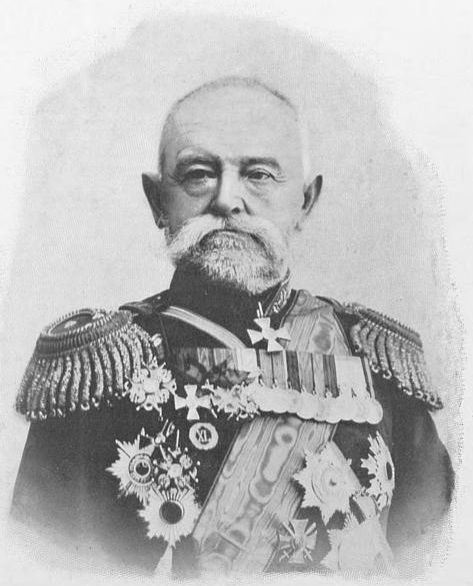
尼古拉·连纳维奇

尼古拉·彼得罗维奇·连纳维奇（俄语：Николай Петрович Линевич，1839年1月5日（旧历1838年12月24日）—1908年4月23日（旧历4月10日）），俄罗斯帝国陆军将领。
出生在烏克蘭切尔尼戈夫的一个贵族家庭，1855年入伍，被派驻到塞瓦斯托波尔。他在对高加索山脉西部的土著部落的战斗中积累经验，后来在俄土战争中成就他的名气。
1900年，中国发生义和团暴乱，俄罗斯等八个国家决定远征中国。他被任命为第一西伯利亚军的指挥官。他参加了北京战役，攻打北京，救援被圍困的各国使馆。
1903年，他被任命为阿穆尔州州长，成为外贝加尔山脉地区的军事总督。
日俄战争爆发以后，他被担任俄罗斯满洲军的指挥官，直到1904年3月15日亚历克塞·库罗帕特金到达为止。1904年10月至1905年3月3日，他被再次放在第一满洲军指挥官的位置。俄罗斯在奉天会战中被日本打败，库罗帕特金被移除他的领导地位，由连纳维奇继任为俄罗斯在远东的最高指挥官。他反对和日本和解，认为如果对战线进行必要的加固，日本的勝利只是暂时的。朴次茅斯和约签订以后，日俄战争结束，他监视俄军从满洲的撤退，遭到铁路工人的罢工和革命煽动的一系列阻挠。他拒绝对工人采取行动。他的部分军队起义参加1905年俄国革命，他不急于镇压叛乱，所以在1906年2月被解除职务。此后过起了退休生活。